# Planet Records
Planet Records es un grupo discográfico y de edición musical creado en 1998 por el productor Roberto Ferrante y distribuida por Sony Music, que se convirtió en punto de referencia entre los sellos independientes italianos y europeos. Ha ganado 16 discos de platino, 7 discos de oro y 2 de plata (en Italia y Europa).
El grupo cuenta con oficinas y/o operadores en Nápoles, Miami, Nueva York, La Habana (Cuba) y Santo Domingo. Utiliza una red de distribución física y digital en todo el mundo y está dirigida por el fundador y presidente Roberto Ferrante, la dirección de la Oficina Central en Nápoles está encabezada por Claudio Arillotta quien funge de director general. El personal en la sede de los EE.UU cuenta con personajes de gran experiencia tales como Daisy De La Cruz (Jefe de Promoción), Marlene Maseda (Promotora de Televisión), Jeff Young y todo el personal Venetian como agentes de ventas.

## El Grupo
Los sellos Planet Records America, Planet Records Europe, Planet Records Cuba y Planet Records RD son de propiedad exclusiva del grupo Planet Records Int'l Group de los cuales forman parte también la homónima editora musical (SIAE - Sociedad Italiana de Autores y Editores) y las 2 sociedades de Publishing americanas Extraordinary Songs (Ascap) y FR Connection (BMI), posee un estudio de grabación y mastering llamado "Planet Recordings Studio" el cual es destinado exclusivamente a la producción interna Planet, la empresa desde el 2004 está activa también en el sector de la editoría con la revista Latino!, una revista con salida bimestral que en 8 años de actividad ha vendido en los kioskos de revistas italianos cerca de 1.250.000 copias, así como también otras publicaciones. Actualmente cuenta con dos sedes, una en Nápoles (Italia) y la otra en Miami (Florida - EE. UU.), agentes en New York (EE. UU.), La Habana (Cuba) y Santo Domingo (República Dominicana).

## La Historia
En 1998, cierra definitivamente la Flying Records que fue una de las mayores productores independientes de los años '90 con sellos como UMM, Crime Squad y artistas del calibre de Articolo 31, 99 Posse, Sottotono, Prozac +, en la oficina central todo su personal es napoletano. Muchos colaboradores de la ex-Flying prefirieron irse a Milán a la búsqueda de nuevas posibilidades mientras que Roberto Ferrante, productor y remixer de algunos de los mayores éxitos de la Flying Records decidió quedarse en Nápoles y crear desde cero una nueva empresa de producción independiente denominada Planet Records.
Sus albores fueron humildes por lo que las primeras producciones Planet vienen cedidas en licencia a otros sellos más grandes (BMG, Virgin, Emi, New Music). Este fue el periodo de las producciones de Lisa (que alcanzó la 2.ª posición como nuevas propuestas y un 3.er lugar en el Festival de Sanremo en 1998 (el cual fue un álbum que estuvo en los Top20), el remix del tema Ácida de Prozac+ (segundo lugar en el Fimi-Nielsen Singles), Miele (Top 20 Fimi-Nielsen Sencillos), Simone Jay (Top 50 Fimi-Nielsen Singles) y el nuevo lanzamiento de la estrella pop italiana Paolo Belli, quien regresó en el 2001 a las clasificaciones de ventas y radios gracias a un arduo trabajo que lo llevó hasta la transmisión del sábado por la noche del canal italiano Raiuno "Torno Sabato" de Giorgio Panariello.

## 2003
Luego de muchos años de actividad Roberto Ferrante decide que es hora de hacer todo por cuenta propia y Planet Records finalmente se convierte en un sello completamente independiente que se sirve de las multinacionales solo para la distribución física del producto en las discotiendas y en la cadenas de gran distribución. Su primer hit llega en este año con Noelia y su tema Enamorada, luego figura sigue el grupo Aventura con el histórico Obsesión (Un sencillo que figuró como más vendido en este año) y varios otros proyectos compilaciones como Gusto Latino y Viva El Caribe!.

## Desde 2004 hasta el 2006
El grupo abre una cabecera periodística musical a la cual le da el nombre de Latino! Magazine que tuvo una gran aceptación ya desde los primeros números afirmándose como una de las revistas musicales con mayor ventas en los kioskos de revistas italianos (alrededor de 1.250.000 copias efectivamente vendidos en un lapso de 8 años) sus temas han estado presentes sin interrupción en las clasificaciones de ventas oficiales Nielsen. A finales del 2004 Planet publica en Europa un nuevo artista dominicano Papi Sánchez que con su CD "Yeah Baby" y el tema super hit Enamórame vende en total 1.000.000 de copias en Europa. Ganando gracias a su volumen de ventas en Francia un doble disco de platino y un disco de oro en Benelux en el 2005/2006. Entre las producciones top del grupo figura nuevamente Aventura que clasifica entre los mejores Top 20 del año con los álbumes Love & Hate (con un disco de oro) y God’s Project (disco de plata), continúa con los hits sencillos de Nore featuring Nina Sky Oye Mi Canto, Bascom X Lonely Girl, el CD Álbum de la reunión de los Tears For Fears Everybody Loves a Happy Ending (disco de plata) y el regreso de la ex Spice Girl Melanie C con el álbum Beautiful Intentions, en el 2005 Planet Records es la única independiente a tener 3 artistas presentes contemporaneamente en la más importante transmisión TV musical italiana: El Festivalbar. En el 2006 Planet publica su primer producto italiano, de la artista emergente Piper que con su sencillo "Ciao Ciao" se revela como uno de los temas hits de ese verano.

## 2007
En abril Planet publica y lanza en las carteleras de ventas el nuevo álbum como solista de la ex Spice Girl, Melanie C This Time (cuyo sencillo "I Want Candy" resultó ser uno de los temas más tocados y vendido de la primavera 2007).

## Desde 2008 hasta 2010

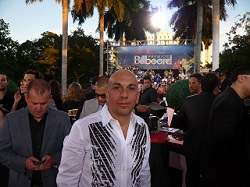
Roberto Ferrante en los Premios Billboard

Abre una oficina en Miami, Florida. EE. UU. la cual pasa a ser Planet Records US LLC. La estrategia del sello independiente es la de ofrecer al mercado norteamericano lo mejor de la música caribeña y latina. Unos meses después de la apertura de la sede americana cierra un acuerdo con la Sony BMG para la distribución americana de la música bajo la marca Planet Records. Los primeros 3 productos realizados en los EE. UU. entran rápido en las clasificaciones americanas, aparece en cada número de los Billboard Ventas Album USA y del Soundscan para Temas Digitales, varios temas están siempre presentes cada semana en la BDS Airplay Chart, y logra también dos temas como N°1 en iTunes EE. UU. En este año recibe 2 nominaciones al Latin Grammy ©. Una variopinta cantidad de nuevos talentos en géneros Merengue Urbano dominicano, Salsa Cubana, Reggaetón y Bachata comienzan a acuñarse bajo esta marca con un alcance en todo el mundo.

## 2011 y 2012
Gracias a artistas como Omega, El Cata, Gente De Zona, Alex Matos, Prince Royce, Luis Enrique, Fito Blanko en Europa alcanza 3 nominaciones a los premios Billboard. La revista Latino! Magazine alcanza el 1.250.000 de copias vendidas. Su network de distribución física tiene presencia en Europa y establece su presencia en el mercado digital gracias a acuerdos directos con las mayores tiendas digitales mundiales. En los EE. UU. por ejemplo la distribución de los productos físicos viene encargada a Select -o- Hits, que es el mayor distribuidor independiente de CD en los EE. UU.

## 2013 y 2014
Planet Records se interesa en los nuevos movimientos musicales del Caribe y descubre Artistas como Alex Matos, Laritza Bacallao, Victor Waill, Yiyo Sarante, Amara La Negra, Don Miguelo, siempre en busca de las principales novedades del movimiento latino urbano. El sello diquero consigue muchísimos premios a través de sus artistas latinos: “Premio Lo Nuestro”, “Premio Soberano”, “Premio Lucas” y varias nominaciones en los Premios Billboard.
Planet Records también se confirma entre los 3 sellos musicales más fuertes en el campo de la música tropical en los Estados Unidos y el número uno en todo el mundo: en el 2013 con el recopilatorio "Latin Hits 2013” alcanzó la posición número uno en iTunes Latino y la cumbre de las listas de Billboard" Latin Rhythm ". Siempre presente en los Charts Billboard Tropicales, con “I Love Bachata 2013”, “I Love Bachata 2014” y “Latin Hits 2014”, toca la cima de las listas y las ventas digitales con los artistas Raulin Rodríguez y Chiquito Team Band se afirma en las listas de la Tropical Airplay.
En Europa, mientras tanto Latino! alcanza y supera el 1.350.000 de copias vendidas. En Italia, publica los álbumes de Paolo Belli “Sangue Blues”, Skardy “Ridi Paiasso” y el último trabajo discográfico de Nicola Di Bari que después de 30 años regresa al estudio de grabación en doble versión, una para el mercato americano en español “Mi Verdad” y la versión italiana “La Mia Verità”. Siguen los hit radiales de Moya “Come And Get It”, Honorebel “Reason To Live”, Hound Dogs “She’s Candy”. En el 2014 firma la distribución de los CD físicos con Warner Music y con Believe con respecto a los productos digitales.

## 2015 y 2016

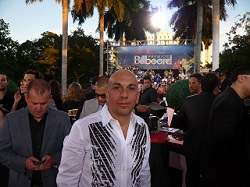
Roberto Ferrante en los Premios Billboard

El sello viene nominado por dos años consecutivos a los Premios Billboard como Mejor Casa Discográfica del Año – Tropical Albums, entrando de derecho en el Gotha de la industria discográfica norteamericana. En el verano del 2015 recibe el disco de platino por “Travesuras” de Nicky Jam y produce “Escenas De Amor” de Raulin Rodríguez y el nuevo álbum de Maykel Blanco y Su Salsa Mayor “Que No Me Quiten La Fe” que llegan a los chart TROPICAL ALBUMS de Billboard y iTunes. Chiquito Team Band se confirma en la chart Tropical Airplay con “La Llamada De Mi Ex” y “La Dura” de Jacob Forever (excantante y fundador de Gente De Zona) que se distingue en la chart Latin Rhythm y el nuovo talento emergente cubano Divan con el tema “Pelearnos Un Ratico”.
Cierra el año 2015 con la compilation best-seller “Latin Hits 2015: Club Edition” en la cima de la chart TROPICAL ALBUMS OF THE YEAR 2015, con el tema hit de Pitbull & Osmani García “El Taxi” en la chart HOT LATIN SONGS OF THE YEAR 2015 y dos títulos en la LATIN DIGITAL SONG OF THE YEAR 2015: Pitbull & Don Miguelo “Como Yo Le Doy” y Pitbull & Osmani García “El Taxi".
En el 2016 recibe el premio BMI por el tema "Que Suenen Los Tambores" del autor Osmany Espinosa interpretado por los cantantes Victor Manuelle y Laritza Bacallao. Hasta la fecha la Planet Records domina los chart TROPICAL ALBUMS de Billboard con 3 títulos en las 5 primeras posiciones: Latin Hits 2016 - Club Edition, Bachata 2016 e Latin Hits 2015 - Club Edition.

## Lista de artistas latinos
- Divan
- Prince Royce
- Jacob Forever
- Chiquito Team Band
- Gente de Zona
- Omega
- Raulin Rodríguez
- Osmani García
- Alex Matos
- Nicky Jam
- Luis Enrique
- Leslie Grace
- Solo 2
- El Cata
- VENA
- Fito Blanko
- Fuego
- Los Van Van
- Charanga Habanera
- Maykel Blanco
- Victor Waill
- Huey Dunbar
- Issac Delgado
- Andy Andy
- Baby Lores
- Los 4
- Tito Swing
- Manolito Simonet
- Ilegales
- Papi Sánchez
- Yiyo Sarante
- Bebeshito
- Charly & Johayron
- Ja rulay

## Lista de artistas internacionales
- Honorebel
- Paolo Belli
- Loretta Grace
- Moya
- Nicola di Bari
- Tears For Fears
- Agnes
- Melanie C
- Hound Dogs
- The Ark
- Sir Oliver Skardy
- Hanson

1. ↑  «Planet Records | AllMusic». AllMusic. Consultado el 21 de octubre de 2016.
2. 1 2 3  Fondi, Vanni (2011). «Planet Records. Ferrante, da musicista a inventore di star.». Corriere del Mezzogiorno: 14.
3. ↑  Fondi, Vanni (Diciembre de 2011). «Persone». Revista «Musica & Dischi».: 10.
4. ↑  Cruccu, Matteo (Diciembre de 2009). «Abbiamo battuto la crisi a ritmo di musica latina.». Corriere della Sera - Italie/Campania: 15.
5. ↑  «Planet Records, Arilotta managing director per l'Europa». Rockol News. 2009.
6. ↑  «Intervista a Roberto Ferrante - "Il successo della Planet Records con gli Aventura"». Il Denaro: 55. 8 de noviembre de 2003.
7. ↑  «Flying Records on Discogs». Consultado el 24 de octubre de 2016.
8. ↑  «UMM on Discogs». Consultado el 24 de octubre de 2016.
9. ↑  «Crime Squad on Discogs». Consultado el 24 de octubre de 2016.
10. 1 2  Corriere del Mezzogiorno
11. ↑  Corriere della Sera
12. ↑  «L'hit che arriva dai caraibi? Prima è passato da Napoli...». Il Venerdì: 55. 8 de noviembre de 2003.
13. ↑  «Latin Billboard». Billboard Magazine: 58. 27 de marzo de 2010.
14. ↑  Pianetta, Giovanni. «Che ossessione questi Aventura!». Revista Sorrisi e Canzoni TV - Arnoldo Mondadori Editorial.: 24.
15. ↑  «(BORSA SINGOLI)». Revista Musica e Dischi (M&D).: 28. Milán. Diciembre 2003.
16. ↑  Billboard, USA (27 de agosto de 2008). «Italian Indie Label Plots U.S. Expansion». Billboard.biz (en inglés).
17. ↑  «Planeta Records, la más grande casa disquera europea de música Latina mira a Dominicana». Semanario MásVip.: 14. 28 de agosto de 2008.
18. ↑  «Classifiche NIELSEN-CRA dal 7 al 12 Ottobre 2005». TRADE Home Entertainment: 92. Milán. Noviembre 2005.
19. ↑  «Papi Sanchez vende 500 mila copie in Europa». TRADE Home Entertainment: 24. Marzo 2005. Milán.
20. ↑  «Vetrina Singoli». M&D: 72. Noviembre 2006. Milán.
21. ↑  Bojano, Gabriele (4 de junio de 2008. Nápoles). «Da Napoli agli Stati Uniti, il miracolo Planet Records». Il Denaro: 11.
22. ↑  Mautone, Ettore (16 de junio de 2008). «Planet con Sony per vendere musica agli USA». Corriere del Mezzogiorno: 9.
23. ↑  Il Mattino (23 de septiembre de 2009. Nápoles.). «Ai Grammy latini per la Planet due nomination». Il Mattino: 41.

- Datos: Q3906211